# Eleanor Holmes Norton
Eleanor Holmes Norton (Washington, 13 giugno 1937) è una politica, avvocato e attivista statunitense, attuale rappresentante del Distretto di Columbia alla Camera dei Rappresentanti.